# Sexualidad en Corea del Sur
La sexualidad en Corea del Sur ha sido influenciada por la cultura, la religión y la occidentalización. Las opiniones de la sociedad contemporánea pueden ser vistas como un enfrentamiento entre la generación antigua, tradicional y conservadora, y la generación joven, más liberal y «moderna». Debido a este conflicto, varios temas en Corea, incluyendo la educación sexual, la homosexualidad y el comportamiento sexual son altamente discutidos.

## Perspectiva histórica

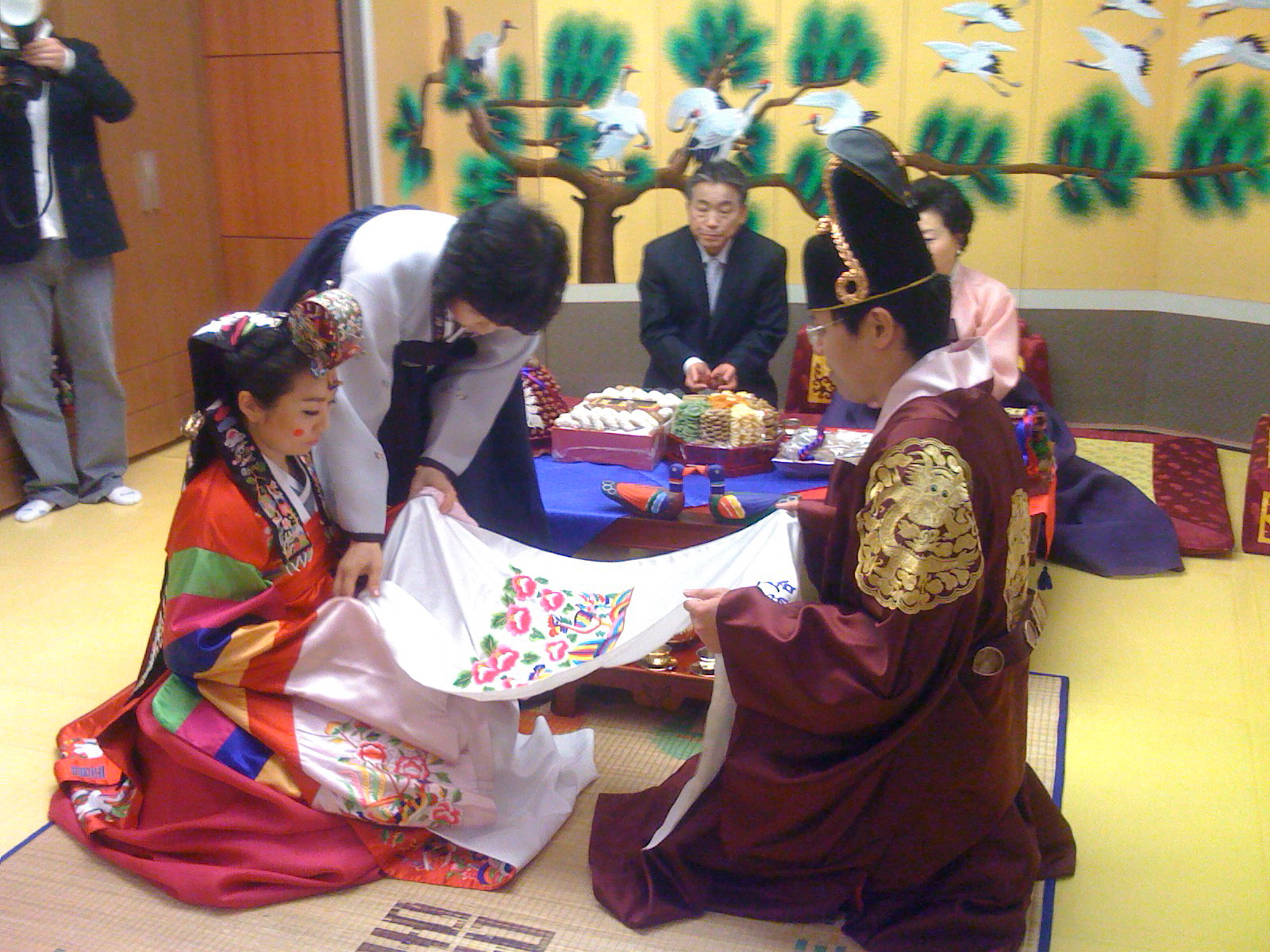
Una recreación moderna de la tradicional ceremonia pyebaek, realizada normalmente después de la ceremonia de boda.

### Rol tradicional de la mujer
Las mujeres han sido marginadas durante la historia de Corea. No podían participar en el sistema social y han sido discriminadas en base a: su papel en el matrimonio, fertilidad, falta de derechos en el divorcio y roles asignados por la sociedad.
Históricamente, la sociedad coreana era patriarcal, debido sobre todo al confucianismo. La posición de una mujer dependía de la posición de un familiar varón. Solo las mujeres de la clase gobernante podían disfrutar de los mismos privilegios que los hombres de su rango. A pesar de que los hombres podían tener múltiples esposas, se esperaba que las mujeres se mantuvieran castas y no se les permitía volver a casarse al morir su marido. Estas normas sociales empezaron aplicarse durante la dinastía Joseon. Por ejemplo, la castidad de las viudas se impuso mediante la prohibición a los hijos y nietos de las mujeres que se volvieran a casar de presentarse al Gwageo. Sin embargo, las mujeres tenían el derecho a heredar propiedad.
En la familia, las mujeres debían encargarse de las finanzas familiares. Las mujeres de clase más baja tenían trabajos tales como mudang (chamana); sanadoras o kisaeng. Las chamanas superaban en número a los hombres chamanes, y las mujeres normalmente eran examinadas por sanadoras. Las mujeres fueron excluidas de la escuela hasta 1886, cuando se fundó la Universidad de Mujeres Ewha.

### Sistema de matrimonio
Durante la dinastía Koryo (918–1392), la monogamia era apoyada, y el divorcio y las segundas nupcias eran comunes. Aun así, la aristocracia en este periodo practicaba la poligamia, y un hombre podía tener legalmente hasta cuatro mujeres. Durante la dinastía Joseon (1392–1897), la monogamia fue establecida como política oficial. Sin embargo, se permitía a la élite tener concubinas. Los niños nacidos de estas concubinas eran declarados ilegítimos desde principios del siglo XV, y se les prohibió tomar el gwageo desde 1471. Durante este periodo, el segundo matrimonio estuvo prohibido a las mujeres de 1447 a 1897. El matrimonio entre personas que comparten tanto apellido como origen familiar estuvo, y sigue estando todavía prohibido.
Durante esta época, los matrimonios infantiles eran comunes. Estos matrimonios eran a menudo concertados y se remontan al período de los Tres Reinos de Corea (57 -668). Niños y niñas de unos 10 años podían ser presentados a otra familia. En la dinastía Joseon, la edad legal para matrimonio era 15 para niños y 14 para niñas. Cuando un niño asumía la responsabilidad de su familia, podía casarse a los 12. Se creía que una edad mayor para el matrimonio estaba asociada con actividades sexuales inapropiadas. Esta costumbre continuó hasta el siglo XX.

### Religión
Los conceptos tradicionales de la sexualidad han sido influidos por varias religiones: confucianismo, budismo, Neo-Confucianismo, catolicismo y protestantismo.
El confucianismo ganó importancia en el siglo VII. Durante la dinastía Koryo, el confucianismo sirvió como estructura práctica y filosófica del estado y fue la ideología oficial durante la dinastía Joseon. El neo-confucianismo se volvió prominente en el siglo XV. En el confucianismo, los hombres se consideran positivos (yang) y las mujeres negativas (yin). Como el yang se consideraba más dominante que el yin, los hombres eran considerados más poderosos, justificando la dominancia masculina y la discriminación contra la mujer. Además, el sexo se veía como un deber a la familia, más que como un acto de placer. A pesar de que hoy en día solo el tres por ciento de la población tiene el confucianismo como sistema de creencia,  sigue siendo la base para la moral sexual y el derecho penal.
El budismo fue introducido durante el período de los Tres Reinos. Fue la religión oficial  durante la dinastía Koryo, pero perdió influencia durante la dinastía Joseon. El budismo era usado para enseñar a la gente a renunciar a todo deseo, incluyendo aquellos relacionados con el sexo, y las actividades sexuales se prohibieron en muchas sectas.
El catolicismo fue introducido al final del siglo XVII y empezó a popularizarse entre la clase trabajadora al final del siglo XVIII. A pesar de que el catolicismo fue prohibido y sus seguidores eran ejecutados,  siguió teniendo apoyo clandestino. El protestantismo se introdujo en 1884. Ambas religiones estuvieron involucradas en varios movimientos intelectuales y promovieron la igualdad de derechos.

## Información sobre el sexo

### Educación sexual
En la dinastía Joseon, los hombres y mujeres solteros recibían una forma muy limitada de educación sexual. La educación se centraba en métodos para conseguir el embarazo y la reproducción. A las parejas casadas se les proporcionaba un calendario con información sobre los mejores días para la fertilidad; esta información era normalmente solo para la novia, aunque el novio a veces la recibía. Como tener niños se consideraba un deber, las familias a veces intervenían. La atención prenatal se consideraba importante y se daba incluso antes de la concepción.
La tradicional falta de información y educación respecto a los temas sexuales actualmente entra en conflicto con la visión occidental de la sexualidad, y se ve reflejada en los crecientes índices de embarazo adolescente y abuso sexual. En 1968, el Federación de planificación familiar de Corea (PPFK) empezó a impartir educación sexual. Desde 1982, se existen centros de asesoramiento para adolescentes en escuelas y parques industriales. Aun así, la educación pública explica la sexualidad de forma inadecuada. La educación sexual se centra solo en el desarrollo físico y los roles de género como la menstruación, el embarazo, la virginidad, actividades sexuales y enfermedades de transmisión sexual. En 1996, se fundó el Instituto coreano para la cultura y la sexualidad para desarrollar programas de educación sexual.